# قطعنامه ۹۷۵ شورای امنیت
قطعنامه  ۹۷۵ شورای امنیت سازمان ملل متحد که در تاریخ ۳۰ ژانویه ۱۹۹۵ تصویب شد، سندی بین‌المللی دربارهٔ هائیتی است. این قطعنامه طی نشست ۳۴۹۶ام با ۱۴ رای موافق، ۰ مخالف و ۱ ممتنع تصویب شد.